# 汤姆·赫希
汤姆·赫希（英語：Tom Hirsch，1963年1月27日—），美国男子冰球运动员，场上位置是后卫。他曾代表美国国家队参加1984年冬季奥林匹克运动会冰球比赛，获得第七名。